# ユメノシマガヤツリ
ユメノシマガヤツリ（学名：Mariscus congestus）は、カヤツリグサ科に分類される多年生植物の一種。アフリカ原産で、日本にも帰化植物として生育している。

## 分布
アフリカ南部を原産地とする。
ヨーロッパ、オーストラリア、日本などに移入分布する。日本では1982年に東京湾夢の島で初めて確認され、現在では東京都・埼玉県・千葉県に定着している。

## 特徴
草丈は50-70cmほどで、茎の先端部にある約5枚の細長い包葉の間には2-7本の花梗があり、直径3cmの花穂をつける。
温帯の海岸や湿地に生育する。